# Sherwood Dungeon
Sherwood Dungeon is een gratis massively multiplayer online role-playing game (MMORPG) ontwikkeld door Maid Marian Entertainment Inc.

## Beginnen met het spel
Om Sherwood Dungeon te kunnen spelen is het niet verplicht om een account aan te maken. Het spel is geheel gratis en alles wat men in het spel bereikt heeft (level, experience e.d.) wordt opgeslagen op de computer waarop men speelt. Als men wel een account aanmaakt, is het mogelijk om verder te spelen op een andere computer. Verder spelen op een andere computer is dus niet mogelijk zonder account.
Nadat men een naam heeft ingevoerd en de gewenste server heeft geselecteerd (de Emerald, Sapphire, of Ruby-server) kan men de kleur en het gewenste uiterlijk uitkiezen voor het 'personage'. Dit kan iedere keer standaard aan het begin van het spel worden veranderd, maar kan natuurlijk ook te allen tijde gedurende het spel aangepast worden.

## Het spel
Nadat men een personage heeft aangemaakt of is ingelogd, belandt men in de 3D-wereld  van Sherwood Dungeon. Men begint iedere keer na het inloggen op hetzelfde eiland: 'Sherwood Castle'. Hier leven verschillende reusachtige spinnen, reuzen en andere wezens, waartegen gevochten kan worden. Op het eiland staan ook een groot kasteel en verschillende portalen, waarmee er geteleporteerd kan worden naar andere eilanden.
Lopen kan door middel van de pijltjestoetsen op het toetsenbord en tegen de verschillende wezens en andere spelers vechten kan door de CTRL-toets ingedrukt te houden. Aanvallen blokkeren kan door de CTRL-toets en de Shift-toets gelijktijdig ingedrukt te houden.
In het kasteel bevindt zich de ingang naar de kerker. Daar kan men onder andere naar wapens en goud zoeken en vechten tegen de wezens die daar ronddwalen.
Ook zijn er in het kasteel enkele portalen. Daarnaast is er de mogelijkheid om wapens te kopen en te verkopen.
Ook kan men te allen tijde met andere spelers van over de hele wereld praten. Terwijl men aan het vechten is met wezens of tegenstanders, kan men bijvoorbeeld om hulp roepen of gewoon met andere spelers kletsen.
Spelers kunnen een zogeheten 'clan' beginnen. Spelers vormen dan een team en gaan dan, bijvoorbeeld, tegen andere clans vechten of gaan de kerker in en vechten daar tegen de wezens die overal rondlopen en rondkruipen.
Er is 1 versie: een voor Flash Daily.

### Het doel van het spel
Er is niet  echt een doel in het spel, sommige spelers denken dat het doel in het spel op het einde van de kerker te komen. Maar tot zover bekend is er pas een einde aan de kerker op level 2997. Maar pas, op wanneer men dat level heeft bereikt zullen de tweetakt diesels toeslaan.

## Codes
Er zijn verschillende codes voor Sherwood Dungeon die, door ze in te typen in het gespreksvenster en op enter te drukken, worden geactiveerd. Dit zijn officiële codes die gewoon gebruikt mogen worden door spelers. Hier volgt een lijst met de codes:
/helpEr verschijnt een venster met help onderwerpen.
/join <nummer>Men voegt zich bij een andere chatroom. <nummer> is het nummer van de chatroom, bijvoorbeeld /join 1.  /join1 kan alleen met account anderen zijn voor allen bestemd.
/f <tekst>Hiermee kan men een bericht versturen naar iedereen uit zijn of haar Friends List (kan alleen met een account).
/whoEr verschijnt een lijst met welke mensen er online zijn in de chatroom waarin men zich op dat moment bevindt.
/cameraOverschakelen naar de Camera Mode (afsluiten met spatiebalk).
/fpsLaat het aantal frames per seconden zien.
/facebook: Komt men uit op de facebook pagina van Sherwood Dungeon
/help teleportEr verschijnt een lijst met alle eilanden en bijbehorende (teleporteer)-nummers.
/teleport <nummer>Men wordt geteleporteerd naar een ander eiland. Als <nummer> is:
1, wordt men geteleporteerd naar Sherwood Castle;
2, wordt men geteleporteerd naar Haunted Palm;
3, wordt men geteleporteerd naar Frost Bite;
4, wordt men geteleporteerd naar Lost Lagoon;
5, wordt men geteleporteerd naar Isle of Ancients;
6, wordt men geteleporteerd naar Isle of Heroes;
7, wordt men geteleporteerd naar Stone Circle;
8, wordt men geteleporteerd naar The Battle Arena;
9, wordt men geteleporteerd naar Midnight Glade;
10, wordt men geteleporteerd naar Fortress Fury;
11, wordt men geteleporteerd naar Isle of Eclipse
12, wordt men geteleporteerd naar Maidenwood;
13, wordt men geteleporteerd naar Isle 13;
14, wordt men geteleporteerd naar 14
/level <nummer>Men wordt geteleporteerd naar de door <nummer> aangeduide verdieping, bijvoorbeeld /level 1. /level staat gelijk aan geteleporteerd worden naar Sherwood Castle
/numkeyHet wordt mogelijk om ook met de cijfertoetsen te bewegen.
/logoutMen logt nu uit bij Sherwood Dungeon.